# فردریک آلبرشت زو النبرگ
فردریک آلبرشت زو النبرگ (انگلیسی: Friedrich Albrecht zu Eulenburg; ۲۹ ژوئن ۱۸۱۵ – ۲ ژوئن ۱۸۸۱) دیپلمات اهل پادشاهی پروس بود.